# Ra (Fiji)
Ra is een van de veertien provincies van Fiji, in de divisie West. Het is gelegen aan de noordkant van het eiland Viti Levu. De oppervlakte van de provincie bedraagt 1.341 km². In 1996 had de provincie 30.904 inwoners. De hoofdstad is Vaileka met 3.361 inwoners (1996).
Divisies: Central · Eastern · Northern · Western

Provincies: Ba · Bua · Cakaudrove · Kadavu · Lau · Lomaiviti · Macuata · Nadroga-Navosa · Namosi · Naitasiri · Ra · Rewa · Serua · Tailevu

Dependency: Rotuma